# 陸中折居車站
陸中折居車站（日语：／ Rikuchū-orii eki */?）是一由東日本旅客鐵道（JR東日本）的所經營鐵路車站，位於日本岩手縣奧州市水澤區真城。前澤是JR東北本線沿線的一個無人車站，屬JR東日本盛岡支社管轄範圍，由水澤車站管理。

## 車站
側式月台2面2線的地面車站。

### 月台配置
| 月台 | 路線      | 方向 | 目的地       |
| ---- | --------- | ---- | ------------ |
| 1    | ■東北本線 | 下行 | 往盛岡方向   |
| 2    | ■東北本線 | 上行 | 往一之關方向 |

## 相鄰車站
東日本旅客鐵道
■東北本線
前澤－陸中折居－水澤

## 外部連結
- （日語）平泉車站（JR東日本） （页面存档备份，存于）